# Ghormeh sabzi
Il ghormeh sabzi (in persiano قورمه‌ سبزی‎) è considerato uno dei piatti nazionali della cucina iraniana. Si tratta di un tipo di khoresh, ovvero uno stufato di agnello e verdure servito con del riso.
Gli ingredienti tradizionali sono gli spinaci e il fieno greco. Le altre verdure possono variare a seconda della regione di riferimento. Ad esempio in Azerbaigian vengono impiegati i fagioli neri al posto di quelli rossi, nelle regioni meridionali vengono aggiunti peperoncini e aglio, mentre a Shiraz i fagioli vengono talvolta sostituiti con le patate. Altri ingredienti possono essere prezzemolo, coriandolo, cipollotto, aneto e limetta essiccata.
Il piatto viene servito sia durante le feste che nei pranzi di famiglia.